# Ареф Абдул Раззак
Ареф Абдул Раззак (араб. عارف عبد الرزاق; 1921 — 30 березня 2007) — іракський військовик, державний та політичний діяч, прем'єр-міністр країни упродовж нетривалого періоду у вересні 1965 року.

## Життєпис
Освіту здобував у Багдадській військовій академії. Від 1943 року проходив службу у військово-повітряних силах, де отримав звання бригадного генерала. Після революції 1958 року став команлиром військово-повітряної бази Хаббанія.
За своїми політичними поглядами був палким прихильником єгипетського президента Ґамаля Абдель Насера й курсу на арабську єдність. Після спроби перевороту 1959 року був усунутий від усіх посад, але 1962 — реабілітований. В партії Баас був лідером прибічників Насера. У листопаді 1963 року брав активну участь у протиурядовому повстанні, після чого вступив до лав Арабського соціалістичного союзу.
У межах реалізації плану формування союзу з Єгиптом у вересні 1965 року отримав пост глави уряду. Однак невдовзі його кабінет був змушений піти у відставку через вихід з його складу єгипетських міністрів. Невдоволений тим, що процес об'єднання з Єгиптом фактично зайшов у глухий кут, Раззак удався до невдалої спроби державного перевороту проти президента Арефа, коли той перебував у закордонному відрядженні. Після провалу тієї спроби — втік до Єгипту. У жовтні 1966 року знову спробував здійснити переворот, потай залишивши Єгипет, однак і вона провалилась, тому Раззаку знову довелось тікати. Іракський суд заочно засудив його до страти. Після чергового повернення на батьківщину був заарештований, а 1967 року звільнений та депортований за межі Іраку.
1968 року був серед тих, хто підписав меморандум президенту Арефу, в якому містились вимоги відставки прем'єр-міністра Тахіра Ях'я, заснування Законодавчих зборів і формування нового уряду. Після приходу до влади партії Баас Раззак був заарештований та в жовтні 1968 року засуджений до страти, однак у січні 1969 влада ухвалила рішення про його заслання до Єгипту.